# ¿Quién escribió la Biblia?
¿Quién escribió la Biblia? (título original Who Wrote the Bible?) la  1987 escrito por el estudioso Richard Elliott Friedman.
El libro es una explicación de la hipótesis documentaria de la composición del Antiguo Testamento. En él, Friedman modifica y expande el modelo de Julius Wellhausen teorizando que la tradición sacerdotal fue escrita antes de lo comúnmente aceptado, durante el periodo del rey Ezequías (715 a. C.-687 a. C.).